# Amelora macarta
Amelora macarta là một loài bướm đêm thuộc họ Geometridae. Nó được tìm thấy ở Lãnh thổ Thủ đô Úc và Tasmania.

## Hình ảnh

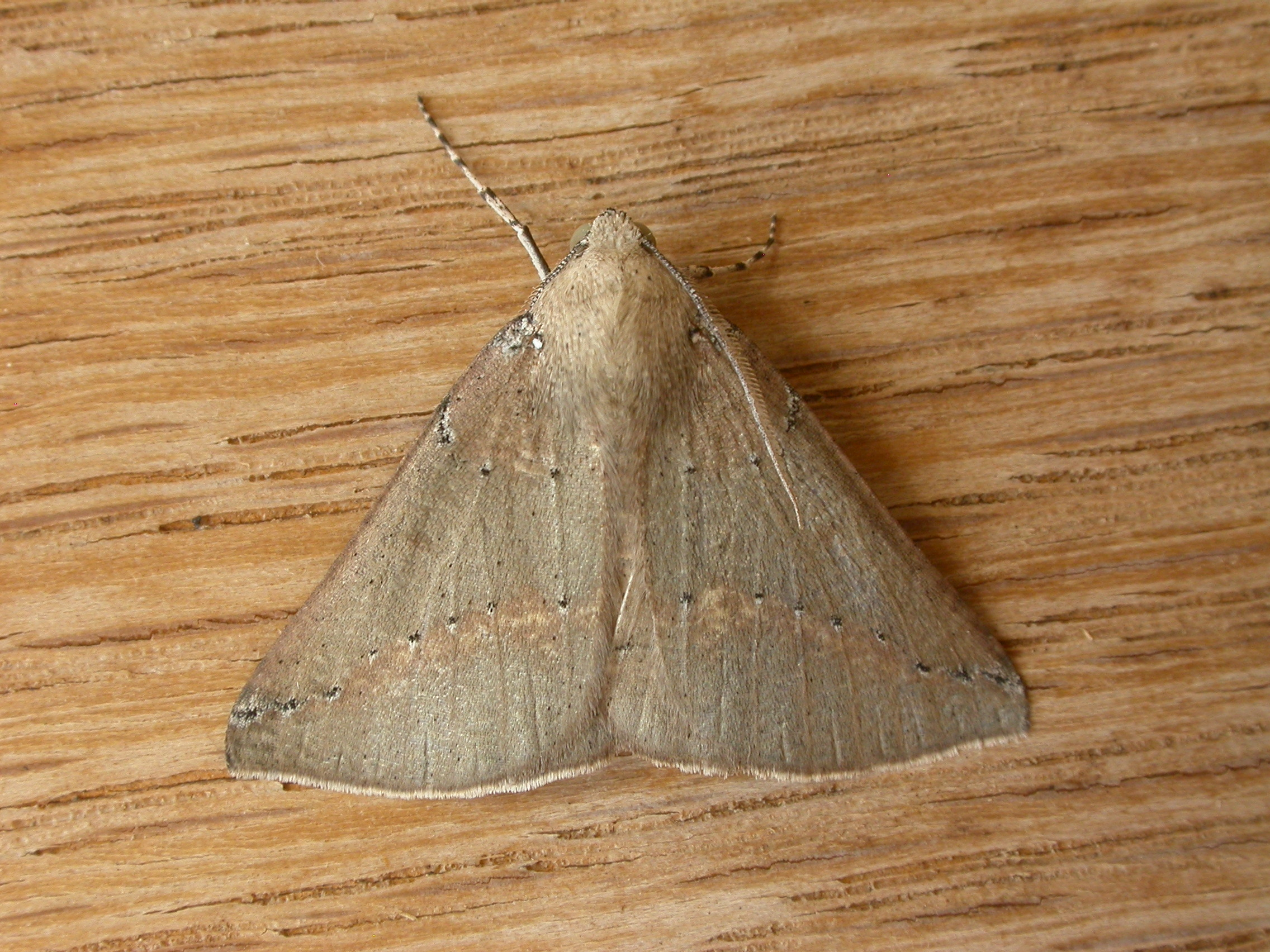